# Ursulinenschulen Werl
Die Bündelschule Ursulinenschulen Werl existierte vom Januar 2014 bis August 2023 durch die organisatorische Zusammenlegung von Ursulinenrealschule und Ursulinengymnasium Werl. Seit August 2023 sind beides wieder eigenständige Schulen. Es handelte sich um eine staatlich anerkannte Privatschule in Trägerschaft des St.-Ursula-Stift Werl, wobei die Verwaltung durch das Generalvikariat des Erzbistums Paderborn erfolgte.

## Geschichte
Seit dem 1. Januar 2014 bildeten das Ursulinengymnasium Werl und die Ursulinenrealschule eine organisatorische Einheit. In der Geschichte der Bündelschule gab es zwei Schulleitungen. Zunächst wurde die Schule nach der Zusammenlegung von Gymnasium und Realschule durch Heinrich Kröger geleitet. Nach dessen Weggang nach Lünen war seit Sommer 2015 bis zum Sommer 2023 Anne-Kristin Brunn Schulleiterin der Ursulinenschulen in Werl.

## Struktur
Als Bündelschule vereinten die Ursulinenschulen organisatorisch die Schulformen Gymnasium und Realschule unter einem Dach. Eine ähnliche Struktur der Bündelung verschiedener Schulformen gibt es bei kirchlichen Schulen im Erzbistum Paderborn schon länger bei den Schulen der Brede in Brakel.
Neben katholischen Kindern nehmen die Ursulinenschulen auch Schülerinnen und Schüler anderer christlicher Konfessionen, anderer Religionen und Kinder ohne Konfessionszugehörigkeit auf.

## Leitung
- 2014–2015 Heinrich Kröger
- 2015–2023 Anne-Kristin Brunn

## Logo und Claim
Mit Beginn des Schuljahres 2016/17 haben sich die Ursulinenschulen Werl den Claim „Miteinander – Leben – Entdecken“ gegeben und ein neues Logo erarbeitet. Verschiedene Farben stehen dabei für die jeweilige Schulform: Rot für die Realschule und Grün für das Gymnasium. Blau ist die Farbe der gesamten Bündelschule.